# 491 (film)
491 är en svensk svart-vit dramafilm från 1964. Filmen regisserades av Vilgot Sjöman och bygger på författaren Lars Görlings prisbelönta roman med samma namn. Filmens skildringar av våld och sexualitet var kontroversiella, och den kunde visas på biograf endast efter ett antal censurklipp. I Norge var filmen totalförbjuden fram till 1971.

## Handling
Handlingen kretsar kring de sex ungdomsbrottslingarna Nisse, Jingis, Egon, Pyret, Fisken och Slaktarn som är på drift i rivningskvarteren i gamla Klara i Stockholm. Ungdomarna deltar i ett socialt experiment i fri fostran, ett experiment som går överstyr. En äldre man som kallas Inspektören och den unge socialarbetaren Krister har hand om experimentet. Krister och ungdomarna bor tillsammans i en förfallen våning som kallas "Pensionatet Sakligheten". Våld och samhällsförakt genomsyrar deras vardag, och den välmenande Krister får ofta känna på deras förnedrande handlingar.

## Rollista
- Lars Lind - Krister
- Leif Nymark - Nisse
- Stig Törnblom - Egon
- Lars Hansson - Pyret
- Sven Algotsson - Jingis
- Torleif Cederstrand - Slaktarn
- Bo Andersson - Fisken
- Lena Nyman - Steva
- Frank Sundström - inspektören
- Åke Grönberg - pastor Mild
- Mona Andersson - Kajsa
- Jan Blomberg - testaren
- Siegfried Wald - tysk sjöman
- Wilhelm Fricke - tysk sjöman
- Erik Hell - polis
- Leif Liljeroth - polis[3]

## Produktion
Sjöman och Görling arbetade tillsammans med manuskriptet. Filmen blev kontroversiell och förbjöds till en början av Statens filmgranskningsråd. Sedan klipp i ljudband och film genomförts släpptes filmen för visning den 16 mars 1964. En av scenerna som fick klippas om var en scen där en kvinna blir våldtagen av en hund. I en annan scen som klipptes om förekommer en manlig homosexuell våldtäkt. Filmen var förbjuden i Norge fram till 1971. Titeln tar sin utgångspunkt i Kristi ord om förlåtelse. "Då steg Petrus fram till honom och sade: Herre, hur ofta skall jag förlåta min broder, när han syndar mot mig? Upp till sju gånger? Jesus sade till honom: Jag säger dig: Inte sju gånger utan sjuttio gånger sju gånger." (Matt. 18:22). 70 x 7 är 490, men frågan är om den 491:e gången också ska förlåtas.

## DVD
Filmen gavs ut på DVD 2005.

## Källhänvisningar
1. 1 2  "491 – Censur". Svensk Filmdatabas. Läst 3 november 2014.
2. ↑  ”491 (1964)”. Svensk Filmdatabas. Svenska Filminstitutet. http://www.sfi.se/en-gb/Swedish-film-database/Item/?type=MOVIE&itemid=4685. Läst 27 januari 2015.
3. ↑  ”491 (1964) Full Cast & Crew”. IMDb - Internet Movie Database. http://www.imdb.com/title/tt0057810/fullcredits?ref_=tt_ov_st_sm. Läst 27 januari 2015.
4. ↑  Enligt 1917 års bibelöversättning. I Bibel 2000 har detta ändrats till "inte sju gånger utan sjuttiosju gånger".